# Walter Motz
Walter Motz (Steinbach, 22 marzo 1909 – ...) è stato un fondista tedesco.

## Biografia
Debuttò in campo internazionale nel 1933 ai Mondiali di Innsbruck gareggiando nella staffetta 4x10 km; la squadra tedesca, composta anche da Herbert Leupold, Josef Ponn e Willy Bogner, chiuse al quarto posto.  L'anno dopo, ai Mondiali di Sollefteå, nella medesima disciplina conquistò l'argento insieme a Leupold, Bogner e Josef Schreiner; totalizzarono il tempo di 2:51:23, battuto dalla nazionale finlandese.
Nel 1935 ai Mondiali di Vysoké Tatry, in squadra con Leupold, Bogner e Mathias Wörndle, chiuse quarto la gara di staffetta vinta dalla Finlandia. Ai IV Giochi olimpici invernali di Garmisch-Partenkirchen 1936, sua unica partecipazione olimpica, disputò la 18 km, chiudendo al 18º posto.

## Palmarès

### Mondiali
- 1 medaglia:
  - 1 argento (staffetta a Sollefteå 1934)